# 4846 Тутмос
4846 Тутмос (4846 Tuthmosis) — астероїд головного поясу, відкритий 24 вересня 1960 року.
Тіссеранів параметр щодо Юпітера — 3,170.